# Андреа Камилери
Андрèа Калòджеро Камилèри (на италиански: Andrea Calogero Camilleri) е италиански писател, сценарист, театрален режисьор и драматург.
Постигна популярност от края на 1990-те г., тъй като вдъхновява изключително успешния телевизионен сериал „Комисар Монталбано“, излъчен от Rai 1.
Преподава режисура в Националната академия за драматично изкуство в Рим и има сред студентите си Лука Дзингарети, който по-късно ще изиграе инспектор Монталбано. Автор на няколко исторически романа и множество разкази, той е известен най-вече като създател на полицейския комисар Монталбано.
Носител ш на Орден за заслуги към Италианската република и наградата „Международна кама“ на Международната асоциация на криминалните писатели.
Неговите творби (над сто) са преведени на поне 30 езика (включително английски, френски, немски, испански, португалски, ирландски, руски, полски, гръцки, норвежки, унгарски, японски, иврит, български и хърватски) и е продал повече от 10 милиона копия. Камилери е преведен за първи път на български език от Даниела Илиева. Неговият роман „Пансион Ева“ е написан на сицилиански диалект. Преводът е представен пред публика на официалното откриване на новото седалище на Каза Сицилия в София на 12 ноември 2009 г.
Живее в Рим от края на 1940-те г. и от 1968 г. прекарва няколко месеца в годината в Баньоло, подселище на градчето Санта Фиора, на територията на Монте Амиата в Тоскана. На 26 септември 2014 г. става почетен гражданин на град Агридженто. На 14 август 2017 г. Общинският театър на град Гросето е кръстен на него.

## Биография и кариера

### Начални години
Камилери е роден в пристанищния град Порто Емпедокле, Провинция Агридженто, Сицилия на 6 септември 1925 г. Той е единствено дете на Кармелина Фрагапане и Джузепе Камилери, инспектор на пристанищните компании, участвал в Похода на Рим.
На 10-годишна възраст, по време на периода, в който Италия води войната в Етиопия, след като чете за бойния опит на въображаем връстник в Абисиния в детското списание „Балила“, повлиян от пропагандата, упражнявана от фашисткия режим върху децата, той пише тайно от родителите си писмо до Мусолини, в което изразява готовността си да замине за фронта и да се бие. Дучето му отговаря, заявявайки, че все още е твърде млад, за да участва във войната, но че в близко бъдеще ще бъде необходим. От този личен опит Камилери черпи вдъхновение за своя роман La presa di Macallè, който се занимава с историята на Микелино – дете жертва на фашистко индоктриниране по време на войната в Етиопия.
От 1939 г. до 1943 г., след кратък опит в Епископския колеж „Пио X“, от който е изключен за хвърляне на яйца по разпятие, той учи в Класическия лицей „Емпедокъл“ в град Агридженто. През 1943 г. завършва лицея без матура, защото, поради бомбардировките и в очакване на предстоящия десант в Сицилия на Съюзническите сили, училищните власти решават да затворят училищата и да считат второто тримесечие за валидно. През юни същата година той започва „нещо като перипъл на Сицилия пеша или на немски и италиански камиони под непрекъснат картечен огън, заради което трябваше да се хвърлиш на земята, да се изцапаш с прах, кръв, страхове“.
Между 1946 и 1947 г. живее в град Ена, в две мизерни стаички без отопление, и небрежно, отначало привлечен от топлината, започва да посещава Общинската библиотека, ръководена от адвокат Фонтанаца. След като става негов приятел, той го запознава с оригиналните писания на две местни литературни знаменитости – Нино Саварезе и Франческо Ланца. Той също става приятел на Франко Канарозо, който по-късно става известен писател на научнофантастични романи под псевдонима Франко Ена. Камилери си спомня, че периодът в Ена го е накарал да участва в литературни конкурси и точно през 1947 г. печели Наградата „Флоренция“ с някои от своите стихове.

### Режисьорска и актьорска кариера
Започва работа като театрален режисьор през 1942 г. През 1944 г. се записва във Факултета по Хуманитарни науки на Университета в Палермо, но не го завършва. Присъединява се към Италианската комунистическа партия. 
От 1945 г. публикува разкази и стихотворения, и достига до финалите на журналистическата награда „Сен Венсан“.
През 1949 г. е приет като единствен студент-режисьор за годината в Националната академия за драматично изкуство в Рим, където завършва обучението си през 1952 г. Завършва по същото време с приятелите му Луиджи Ванучи, Франко Грациози и Алесандро Сперли – актьори, които ще станат известни. Оттогава Камилери режисира повече от сто пиеси, особено пиеси на Луиджи Пирандело. 
Между 1945 и 1950 г. публикува разкази и стихотворения, печелейки и наградата „Сен Венсан“. Някои от стиховете му са публикувани в антология под редакцията на Джузепе Унгарети. Пише първите си разкази за списания и вестници като L'Italia socialista и L'Ora от Палермо.
Камилери е първият, който поставя Самюъл Бекет в Италия, поставяйки Fin de partie през 1958 г. в Театър на сатирите в Рим и след това курира телевизионна версия с Адолфо Чели и Ренато Рашел. Той е отговорен и за театралното представяне на текстове на Йожен Йонеско („Новият наемател“ през 1959 г. и „Столовете“ през 1976 г.), Артур Адамов („Както бяхме“ през 1957 г., премиера в Италия), Аугуст Стриндберг, и Т. С. Елиът. Той пренася стиховете на Владимир Маяковски в театъра в пиесата „Гримът и душата“.

#### Кариера в Rai
През 1954 г. участва успешно в конкурс за служители на Rai, но не е назначен, защото е комунист, както самият той казва. Влиза в Rai три години по-късно.
През 1957 г. се жени за Розета Дело Сиесто, от която има три дъщери и четири внука.
Преподава в Експерименталния център по кинематография в Рим от 1958 до 1965 г. и след това от 1968 до 1970 г. Oт 1977 до 1997 г. завежда Катедра „Режисура“ в Националната академия за драматично изкуство. Пише в италиански и чуждестранни списания (Ridotto, Sipario, Il drama, Le thèâtre dans le monde) и от 1995 г. в Almanaco letterario (изд. Алтана).
От 1959 г. до 60-те г. сред многото продукции на Rai, върху които работи като делегат на продукцията, успешните драми Le avventure di Laura Storm („Приключенията с Лаура Сторм“) с Ларета Мазиеро и телевизионния драматичен сериал с лейтенант Шеридан с участието на Убалдо Лей (сред които минисериалът La donna di quadri – „Жената с картините“), Le inchieste del commissario Maigret („Разследванията на комисар Мегре“) с участието на Джино Черви.
През 1968 г. режисира теленовелата за деца Lazarillo, базирана на романа Lazarillo de Tormes, с Паоло Карлини и Виторио Гуериери.

#### Актьор
Камилери също е актьор. Той играе ролята на стар археолог във филма на Роко Мортелити от 1999 г. La strategia della maschera („Стратегията на маската“). Криминалният филм, който има малък успех както сред критиците, така и сред публиката, разказва за събитията, които се случват между Сицилия и Рим, свързани с изчезването на ценни археологически находки. Актьорът новобранец казва, че всъщност „Това не е първият ми път като актьор – това ми се случи преди години в „Този влак от Виена“ – вторият от трите телевизионни филма, базирани на романите на Корадо Аугиас, с Жан Рошфор. Бях му шеф в тайните служби.“
В края на 2002 г. той приема назначението за артистичен директор на Общински театър „Кралица Маргарита“ в Ракалмуто, открит през февруари 2003 г. в присъствието на държавния глава Карло Адзельо Чампи.
На 11 юни 2018 г. рецитира монолога си Conversazione su Tiresia („Разговор за Тирезий“) в Гръцкия театър в Сиракуза, в който проследява живота на слепия гадател, като го свързва с внезапната му слепота.

### Писателска кариера

#### Основни творби

##### Първи творби
През 1978 г. Камилери дебютира в художествената литература с романа Il corso delle cose („Течението на нещата“), написан десет години по-рано и публикуван безплатно от изд. „Лали“, за собствена сметка, с ангажимента да цитира самия издател в заглавията на телевизионната драма La mano sulle occhi, взето от книгата, която не се разпространява и остава неизвестен за четящата публика.
През 1980 г. публикува с изд. „Гардзанти“ Un filo di fumo („Струйка дим“) – първият от поредица от романи, чието действие се развива във въображаемия сицилиански град Вигата между края на 19 век и началото на 20 век. Благодарение на тази последна творба Камилери получава първата си литературна награда в Джела.
През 1984 г. той публикува за изд. „Селерио“ романа La strage dimenticata („Забравеното клане“), но без успех.

##### 90-те години
През 1992 г. авторът възобновява писането след 12-годишно прекъсване и публикува романа La stagione della caccia („Ловният сезон“) и през 1993 г. документалната творба La bolla di componenda, и двете за изд. „Селерио“. През 1995 г. излиза романът Il birraio di Preston („Пивоварната на Престън“), която участва в наградата „Виареджо“ и благодарение на която, макар че не е класиран, успява да постигне умерен успех сред публиката, като продава почти 70 хил. копия. С тази творба участва в Сиракуза през 1996 г., също и в наградата „Виторини“, влиза в списъка на тримата победители, но Супер наградата на журито се присъжда на Густав Херлинг-Груджински.
Постепенно Камилери става много успешен автор и книгите му, преиздавани няколко пъти, се продават средно около 60 хил. копия, дори ако не всички намират единодушното съгласие на критиците, които го обвиняват, че понякога се повтаря.
От 1995 до 2003 г. се разраства феноменът „Камилери“, който „експлодира“ през 1998 г. Заглавия като La concessione del telefono („“) и La mossa del cavallo („Ходът на коня“, 1999) са разграбени. Вторият роман е детективска история, вдъхновена от истинска история, случила се в Барафранка (Провинция Ена) през 19 век. От него е взет телевизионният филм La mossa del cavallo - C'era una volta Vigata („Движението на коня - Имало едно време във Вигата“), излъчен от Rai 1 на 26 февруари 2018 г., с участието на Микеле Риондино. Това е първото телевизионно транспониране на исторически роман на писателя.

##### 2000-те години
През 2000 г. той публикува сборника с приказки Favole del tramonto („Приказки на залеза“), в която, въпреки че вече е щастлив дядо, започва да пише приказки, не за внуците си, а след молба на кооперация от затворници и бивши затворници, за които той пише първата приказка : La magaria.
През 2001 г. е публикуван романа Il re di Girgenti („Кралят на Агридженто“), чието действие се развива през 17 век и е написан изцяло на сицилиански диалект, осеян с испански. През същата година той публикува Le inchieste del commissario Collura („Разследванията на комисар Колура“) – антология от мистериозни истории, развиващи се на круизен кораб, в който се появява и Силвио Берлускони. Книгата съдържа и „Интервю за комисар Колура“ от Джовани Капеки, където Камилери разказва, че на 12-годишна възраст е искал да стане моряк и как морските истории, които е чел, са му помогнали много да напише историите за комисар Колура. Сузо Чеки д'Амико пише сценарий по историите, но кинематографското предложение не се материализира, докато е успешна пиесата, представена в различни италиански театри, по либрето на Роко Мартелити въз основа на историята Il fantasma nella cabina.
През март 2005 г. е публикуван романът Privo di titolo („Лишен от заглавие“). През февруари 2008 г. за изд. „Мондадори“ излиза романът Il tailleur grigio („Сивият костюм“) и през юни същата година с изд. „Селерио“ Il casellante („Събирачът на пътни такси“) – вторият роман от трилогия фантастични романи (първият е Maruzza Musumeci („Маруца Музумечи“), публикуван през 2007 г., а третият – Il sonaglio („Залъгалката“) от 2009 г.).
През 2007 г. Камилери печели литературната награда „Кулата на о-в Елба“ (La Tore Isola d'Elba). На 4 септември 2008 г. печели Международната награда за ноар роман (Premio internacional de novela negra RBA) с непубликувана творба на испански, озаглавена La muerte de Amalia Sacerdote („Смъртта на Амалия Сачердоте“), която излиза в Испания на 9 октомври 2008 г. и в Италия през 2009 г. със заглавието La rizzagliata.
От особен интерес е поредицата от биографични измислени романи, посветени на великите художници: през 2007 г. той публикува за изд. „Мондадори“ Il colore del sole (Караваджо), през 2008 г. за изд. „Скира“ La Vucciria ( Ренато Гутузо) и през 2009 г. отново за изд. „Скира“ романът, чието действие се развива в Агридженто – Il cielo rubato. Dossier Renoir (Пиер-Огюст Реноар).
През 2009 г. публикува с изд. „Рицоли“ пиранделовия роман La tripla vita di Michele Sparacino („Тройният живот на Микеле Спарачино“).

##### 2010-те години
През 2010 г., в допълнение към романите с участието на Монталбано, изд. „Селерио“ пуска романа Il nipote di Negus („Племенникът на Негус“) – забавна история, развиваща се във Вигата по време на фашисткия период, и с изд. „Мондадори“ L'intermittenza („Прекъсването“) – трилър, развиващ се в днешен Милано.
През 2011 г. Камилери публикува I fantasmi („Призраците“) – кратък роман между криминално, фантастично и сатирично, и си сътрудничи с Едоардо де Анджелис в песента Spasimo, съдържаща се в албума на римския певец и автор на песни Sale di Sicilia, заедно с Франко Батиато. През същата година е удостоен с наградата на Фондация „Кампиело“.
През 2013 г. с романа La rivoluzione della Luna („Революцията на Луната“) Камилери, вземайки пример от исторически епизод, който описва, обогатявайки го с цветовете на своето въображение, припомня убеждението на автора, че жените имат качества като да упражняват смело и конкретно политическо действие, които женомразките и реакционерски социални класи възпрепятства по всякакъв начин.
Inseguendo un'ombra от 2014 г. може да се счита за белетризирано допълнение към биографията на хуманиста Флавио Митридате.
Последната книга, публикувана преди смъртта му, е криминалният роман Km 123 през 2019 г.

#### Серия за Монталбано

##### Първи разкази
През 1994 г. Камилери публикува „Формата на водата“ – първият криминален роман с участието на инспектор Монталбано, герой, предопределен да си направи име в литературната панорама на трилърите в Италия, докато телевизионният сериал за Монталбано, изигран от Лука Дзингарети, прави Камилери култов автор.
Името „Монталбано“ е избрано от Камилери в знак на почит към испанския писател Мануел Васкес Монталбан, създател на друг известен детектив – Пепе Карвальо: двамата герои имат обща любов към добрата храна и добрата литература, доста прибързаното и нетрадиционно в разрешаване на случаи и противоречива и сложна любовна история с жени, които също са сложни.
През 1996 г. той публикува романа „Крадецът на закуски“ – първият и основен източник на новини за семейния произход на Монталбано. Две години по-късно, през 1998 г., е ред на Un mese con Montalbano („Месец с Монталбано“) – първият сборник с разкази за инспектора, последван на следващата година от друга антология с разкази, озаглавена Gli arancini di Montalbano („Аранчините на Монталбано“). След това поредицата продължава с романа от 2000 г. „Екскурзия в Тиндари“.

##### Утвърждаване на поредицата
В началото на 2000-те г. една след друга следват няколко истории на инспектора във въображаемия град Вигата. 
През 2004 г. излиза романът La pazienza del ragno („Търпението на паяка“), през юни 2005 г. романът „Хартиена луна“: всички с участието на Салво Монталбано. Между 2006 и 2008 г. той публикува пет други романа с участието на Монталбано: La vampa d'agosto („Августовският пламък“), Le ali della sfinge („Крилата на сфинкса“), La pista di sabbia („Пясъчното трасе“), Il campo del vasaio („Полето на грънчаря“) и L'età del dubbio („Епохата на съмнението“). През 2007 г. Камилери печели литературната награда „Ла Торе - остров Елба“.
Освен това, отново през 2008 г., той публикува за първи път в мрежата (и по-точно в онлайн вестника AgrigentoNotizie) един от своите разкази – La finestra sul cortile (вече се появява в хартиената версия в месечния Il Nasone di Prati), който отново има за главен герой инспектор Монталбано, вмъкнат като приложение в сборника с разкази Racconti di Montalbano („Разкази за Монталбано“).
2009 г. започва с романа La danza del gabbiano („Танцът на чайката“), носител през същата година на Наградата „Чезаре Павезе“. Всички са издадени от изд. „Селерио“ в поредицата La Memoria, основана от Леонардо Шаша.
През 2010 г. в същата поредица излизат романите La caccia al tesoro („Ловът на съкровището“) и Il sorriso di Angelica („Усмивката на Анджелика“), придружени от трети роман – Acqua in bocca („Тихо“), публикуван от независимото издателство minimum fax. Последният, написан заедно с Карло Лукарели в „епистоларна“ форма, вече успешно тествана в La scomparsa di Patò („Изчезването на Патò“), романът вижда за първи път инспектор Монталбано да взаимодейства с друг литературен следовател – инспекторката Грация Негро, създадена от Лукарели.
Успехът на серията за комисаря Монталбано прави Камилери известен и награждаван и в чужбина. Романът  Il campo del vasaio (преведен на английски от Стивън Сартарели) печели наградата „Международна кама“ (International Dagger) за 2012 г. на Асоциацията на криминалните писатели.

##### Край на поредицата
През следващите години Камилери продължава да публикува множество романи с участието на Монталбано или разглеждащи исторически събития, преработени от неговото въображение. 
Повествователната вена на инспектор Монталбано е обречена на завършек, тъй като през 2006 г. Андреа Камилери дава на изд. „Селерио“ последната книга с края на историята, като поисква да бъде публикувано след смъртта му. В тази връзка казва:
| „ | Написах края преди десет години... Намерих решението, което ми хареса и го написах на един дъх, никога не знаеш дали ще дойде Алцхаймер. Е, страхувайки се от Алцхаймер, предпочетох да напиша края веднага. Най-много ме кара да се усмихвам, когато чуя, че ръкописът се пази в сейфа на издателството... Просто се пази в едно чекмедже. | “ |

Писателят, разкривайки тайната на последната книга от поредицата, уверява:
| „ | Той не може да падне в пропаст като Шерлок Холмс и след това да се появи отново в други образи. Монталбано не умира. | “ |

##### Вдъхновение за комикси
В номер 2994 на комикса за Мики Маус (Topolino) от 16 април 2013 г. се появява историята „Мики и обещанието на котката". Историята, развиваща се в Сицилия, вижда как Мики Маус помага на комисар Салво Топалбано – пародия на известния комисар Монталбано. Друг герой в историята, г-н Пато, е проектиран според физиономията на сицилианския писател. Историята, проектирана от Джорджо Кавацано и базирана на текстове на Франческо Артибани, е ръководена от самия Камилери. Самият автор заявява в интервю, че за първи път героят му се появява в комикс, въпреки че е имал други предложения в миналото.

### Смърт
Сутринта на 17 юни 2019 г., докато се подготвя да участва със своята Autodifesa di Caino в шоуто на следващия 15 юли в Термите на Каракала, Камилери получава сърдечно-дихателен арест и е транспортиран в тежко състояние до Болница „Санто Спирито“ в Рим, където е хоспитализиран в интензивното отделение. Писателят така и не идва в съзнание и умира точно месец по-късно, сутринта на 17 юли 2019 г., на 93-годишна възраст. Той е погребан в некатолическото Английско гробище в Рим близо до Антонио Грамши, след като му е организирано строго частно погребение, както е желанието му.

## Личен живот
От 1957 г. до смъртта си има над 60 години брак с Розета дело Сиесто, от която има три дъщери: Мариолина, Андреина и Елизабета, от които има внуци и правнуци.

## Особености на автора

### Метод
В диалог с писателя Франческо Пиколо Камилери описва своя метод на писане, може би изненадващ за читателя, който очаква от личността на автора съвсем различен начин на писане. Характерно за книгите на Камилери е, че всички те имат предварително установена и правилна структура:
| „ | За роман на Монталбано, осемнадесет глави по десет страници всяка, всяка страница на моя компютър означава 23 реда. Един добре изработен роман се вписва перфектно в 180 страници. За разказите 24 страници или по-скоро 4 глави по 6 страници. Ако не чувам този мой показател, значи нещо не е наред. | “ |

Тази нужда от геометрично-математически ред, продължава Камилери, го принуждава като геометър да начертае нещо като карта на романа, който възнамерява да напише и който въпреки това е завършил в ума си. „Пустотите, твърдите частици, където е прозорецът, където е градината. Трябва да организирам тази схема и докато не организирам тази схема, не мога да пиша“. В края на краищата дори Жорж Сименон, неговият учител, прави същото и „Това означава, че не съм сам в заблудите си, това ме утешава“.

### Увреждане на зрението
В последната бележка на своята стотна книга, L'altro capo del filo, публикувана през май 2016 г., Камилери заявява, че това е „Монталбано, написан в настъпващата слепота»“. Всъщност на 91-годишна възраст Камилери трябва да диктува романа на своята асистентка Валентина Алферж, „единствената, която може да пише на вигатезки“, като не може да пише самостоятелно, тъй като губи зрението си.

### Език
Особеност на някои от романите на Камилери е използването на специфична смесица от италиански и сицилиански. Като свои първи литературни произведения Камилери пише стихотворения, които стриктно спазват правилата за композиция и използват италианския литературен език. Стиховете му са отличени с награди във важни поетични конкурси и са признати за забележителни, дотолкова че Джузепе Унгарети ги отпечата в своята антология, а Уго Фазоло прави същото. По-късно самият Салваторе Куазимодо настоява стиховете му да бъдат публикувани. Новият интерес към театъра обаче кара Камилери да изостави поезията, въпреки че продължава да пише разкази на италиански. И това е така докато, след като решава, че иска да представи собствените си пиеси със свои думи, той осъзнава, че не може да се изрази на италиански в мащабни творби и затова спира да пише както в стихове, така и в проза.
Докато работи за театъра, той се натъква на произведения на диалект от Карло Голдони и Руцанте. Оттам се ражда любовта му към Джузепе Джоакино Бели и Карло Порта и откриването на литературната употреба на сицилианския, което го кара да иска да пише отново.

Особеният език на Камилери се формира, когато, помагайки на умиращия си баща в болницата, той иска да му разкаже история, която би желал да публикува, но която не успява да напише на италиански: баща му е този, който му предлага да пише както му я е разказал. Въпреки това писателят, който иска да бъде разбран от всички, не може да се изрази напълно на сицилиански, поради което е необходимо да използва един балансиран език, където диалектните термини имат същото качество и значение, същия резонанс като италианските. Това е упорита работа по уточняване, която все още продължава, например в романите, написани на вигатезки, където основата на произведението винаги е първоначална структура на италиански, с която да се смесват термини, взети не от високата литература, а от различни общоприети сицилиански диалекти.
| „ | … Не става дума за вграждане на думи на диалект в рамките на структурно италиански изречения, а по-скоро за следване на звуковия поток, композиране на нещо като партитура, която използва звука на думите вместо ноти. Да се стигне до едно тесто, където структурната работа зад него вече не се разпознава. Резултатът трябва да има консистенция на втасало брашно и да е готов за хляб. | “ |

## Политически ангажимент
Камилери е член на Италианската комунистическа партия от 1945 г. Участва в демонстрацията на No Cav Day срещу Берлускони на 8 юли 2008 г. на Пиаца Навона, по-точно срещу разпоредбите на правителството „Берлускони IV“ по въпросите на правосъдието. 
На 29 януари 2009 г. решава да влезе в политиката, предлагайки „Партията на безпартийните“ заедно с Антонио Ди Пиетро и Паоло Флорес д'Аркейс да участват в Изборите за ЕП през 2009 г., но на 12 март същата година е обявена липса на съгласие между тримата.
През март 2013 г., след политическите избори в Италия, заедно с други известни личности Камилери стартира подписка с подкрепата на MicroMega с намерението да не позволи на Силвио Берлускони да влезе в Сената по въпроса за конфликт на интереси чрез прилагане на президентски указ № .. 361 от 1957 г., подемайки вече извършената през 1994 г. и 1996 г. инициатива от друга комисия от личности и завършила с неблагоприятното становище на избирателната комисия на Камарата на депутатите.
На 5 юни 2013 г., по време на представянето на книгата си Come la pensi в телевизионна програма, той изразява някои свои мисли за италианската политическа ситуация; неговата опозиция срещу правителството на Лета и преизбирането на държавния глава Джорджо Наполитано.
Той изразява подкрепата си за листата на Алексис Ципрас за европейските избори през 2014 г., но я оттегля поради вътрешни спорове.
Той открито застава на страната на гражданските съюзи повече от един път: много преди да бъде предизвикан дебатът по Закон „Чиринà“, през 2011 г. за регионален закон в Сицилия, и следователно открито подкрепя законопроекта, придържайки се към публична петиция, която събира почти 100 000 подписа.
През 2016 г. той изразява позиции, близки до движението No Cav, като застава в полза на защитата на Апуанските Алпи.

### Романи
- Il corso delle cose (1978) – криминален
- Un filo di fumo (1980) – исторически
- La strage dimenticata (1984) – исторически
- La stagione della caccia (1992) – исторически
- Il birraio di Preston (1995) – исторически
- Il gioco della mosca (1995) – исторически
- La concessione del telefono (1998) – исторически
- La mossa del cavallo (1999) – криминален
- La scomparsa di Patò (2000) – криминален
- Biografia del figlio cambiato (2000) – биографичен
- Il re di Girgenti (2001) – исторически
- La presa di Macallè (2003) – исторически
- Privo di titolo (2005) – исторически
- La pensione Eva (2006) – автобриографичен и образователен
Пансион Ева, изд. „Casa Sicilia Bulgaria“ (2006), прев. Даниела Илиева
- Il colore del sole (2007) – фантастично-биографичен
- Le pecore e il pastore (2007) – криминален, исторически
- Maruzza Musumeci (2007) – фантастичен
- Il tailleur grigio (2008) – съвременен
- Il casellante (2008) – фантастичен
- La muerte de Amalia Sacerdote (2008) – криминален (на исп.), на итал. La rizzagliata (2009)
- La tripla vita di Michele Sparacino (2008) – трагикомичен
- Un sabato, con gli amici (2009) – съвременен
- Il sonaglio (2009) – фантастичен
- Il cielo rubato. Dossier Renoir (2009) – криминално-исторически
- La rizzatagliata (2009) – криминален
- Il nipote di Negus (2010) – исторически, епистоларен
- L'intermittenza (2010) – финансов трилър
- La moneta di Akragas (2011) –
- La setta degli angeli (2011) – криминално-исторически
- Dentro il labirinto (2012) –
- Il tuttomio (2013) – еротичен
- La rivoluzione della luna (2013) – исторически
- La banda Sacco (2013) – исторически
- La creatura del desiderio (2013) – исторически, за Оскар Кокошка
- Inseguendo un'ombra (2014) –
- La relazione (2015) –
- Noli me tangere (2016) – криминален
- Km 123 (2019) – криминален

### Серия „Комисар Монталбано“ (Commissario Montalbano)
- La forma dell'acqua (1994) – роман
Формата на водата: комисарят Монталбано се съмнява, изд. „Книгопис“ (2013), прев. Весела Цалова
- Il cane di terracotta (1996) – роман, Награда „Кианти“
Теракотеното куче: комисарят Монталбано упорства, изд. „Книгопис“ (2013), прев. Весела Цалова
- Il ladro di merendine (1996) – роман
Крадецът на закуски: комисарят Монтелбано се вбесява, изд. „Книгопис“ (2013), прев. Весела Цалова
- La voce del violino (1997) – роман
Гласът на цигулката: комисарят Монталбано действа по ноти, изд. „Книгопис“ (2014), прев. Весела Цалова
- Un mese con Montalbano (1998) – сборник с разкази
Един месец с Монталбано, изд.: „Панорама“, София (2003), прев. Румяна Сарайдарова
(разкази: Анонимното писмо. – Пророчески способности. – Буквите. – Равенство. – Любов)
- Gli arancini di Montalbano (1999) – сборник с разкази
- Quindici giorni con Montalbano, 1999) – сборник с разкази
- La gita a Tindari (2000) – роман
Eкскурзия в Тиндари: комисарят Монталбано е потресен, изд. „Книгопис“ (2014), прев. Весела Цалова
- L'odore della notte (2001) –роман
Ароматът на нощта: комисарят Монталбано в изкушение, изд. „Книгопис“ (2014), прев. Весела Цалова
- La paura di Montalbano (2002) – сборник с разкази
- Storie di Montalbano (2002) – сборник с разкази
- Il giro di boa (2003) – роман
Двойният мъртвец: комисарят Монталбано убива, изд. „Книгопис“ (2014), прев. Весела Цалова
- La pazienza del ragno (2004) – роман
Търпението на паяка: комисарят Монталбано нарушава правилата, изд. „Книгопис“ (2014), прев. Весела Цалова
- La prima indagine di Montalbano (2004) – сборник с разкази
- La luna di carta (2005) – роман
- La vampa d'agosto (2006) – роман
- Le ali della sfinge (2006) – роман
- La pista di sabbia (2007) – роман
- Il campo del vasaio (2008) – роман
- Il commissario Montalbano. Le prime indagini (2008) – Включва романите „Формата на водата“, „Теракотеното куче“ и „Крадецът на закуски“
- L'età del dubbio (2008) – роман
- Racconti di Montalbano (2008) – разкази
- La danza del gabbiano (2009) – роман, Награда „Чезаре Павезе“
- Ancora tre indagini per il commissario Montalbano (2009) – съдържа романите La voce del violino; La gita a Tindari; L'odore della notte
- La caccia al tesoro (2010) – роман
- Acqua in bocca (2010) – роман
- Il sorriso di Angelica (2010) – роман
- Il gioco degli specchi (2010) – роман
- Altri casi per il commissario Montalbano (2011) – съдържа романите Il giro di boa; La pazienza del ragno; La luna di carta
- Una lama di luce (2012) – роман
- Una voce di notte (2012) –роман
- Tre indagini a Vigàta (2012) – съдържа романите La vampa d'agosto; Le ali della sfinge; La pista di sabbia
- Una cena speciale – разказ, в „Capodanno in giallo“ (2012)
- Un covo di vipere (2013) – роман
- Notte di Ferragosto – разказ, във „Ferragosto in giallo“ (2013)
- La piramide di fango (2014) – роман
- Morte in mare aperto e altre indagini del giovane Montalbano (2014) – сборник с разкази
- La giostra degli scambi (2015) – роман
- L'altro capo del filo (2016) – роман
- I quattro Natali di Tridicino – разказ, в „Storie di Natale“ (2016)
- La rete di protezione (2017) – роман
- La calza della Befana – разказ, в Un anno in giallo (2017)
- Il metodo Catalanotti (2018) – роман
- Ventiquattr'ore di ritardo – разказ, в Una giornata in giallo (2018)
- Il cuoco dell'Alcyon (2019) – роман
- Riccardino (2020) – роман
- Riccardino bis. Edizione speciale 2005-2016 (2020) – роман, съдържа 2 версии
- La coscenza di Montalbano (2022) – роман
- Altre storie di Montalbano, 2003-2019 (2022) – сборник с разкази

### Разкази, повести и приказки
- Favole del tramonto (2000)
- Racconti quotidiani (2001)
- Gocce di Sicilia (2001)
- Le inchieste del commissario Collura (2002)
- Il medaglione (2005)
- Il diavolo. Tentatore. Innamorato, с Jacques Cazotte (2005)
- Troppi equivoci в „Crimini“ (2005)
- La novella di Antonello da Palermo (2007)
- Gran Circo Taddei e altre storie di Vigàta (2011)
- La targa (2011)
- I fantasmi (2011)
- Il giudice Surra, in Giudici (2011)
- Il diavolo, certamente (2012)
- La Regina di Pomerania e altre storie di Vigàta (2012)
- Magaria (2013) – приказка
- I racconti di Nenè (2013)
- Donne (2014)
- Le vichinghe volanti e altre storie d'amore a Vigata (2015)
- La targa (2015)
- Certi momenti (2015)
- La cappella di famiglia e altre storie di Vigàta (2016)
- I quattro Natali di Tridicino, in Storie di Natale (2016)
- Esercizi di memoria (2017)
- I tacchini non ringraziano (2018)
- Conversazioni su Tiresia (2019)
- La casina di campagna. Tre memorie e un racconto (2019)
- La guerra privata di Samuele e altre storie di Vigàta (2022)

### Антологии
- Romanzi storici e civili (2004)

### Драматургия
- Teatro, con Giuseppe Dipasquale (2003)
- Troppu trafficu ppi nenti (2009)
- Autodifesa di Caino (2019)
- Abbiamo fatto un viaggio. Racconto di una messa in scena, (2022)

### Документална литература
- I teatri stabili in Italia (1898 – 1918) (1959)
- La bolla di componenda (1993)
- Le parole raccontate. Piccolo dizionario dei termini teatrali (2001)
- L'ombrello di Noè. Memorie e conversazioni sul teatro (2002)
- La linea della palma. Saverio Lodato fa raccontare Andrea Camilleri (2002)
- Vi racconto Montalbano. Interviste (2006)
- Pagine scelte di Luigi Pirandello (2007) – антология
- Voi non sapete. Gli amici, i nemici, la mafia, il mondo nei pizzini di Bernardo Provenzano (2007)
- L'occhio e la memoria: Porto Empedocle 1950, с Italo Insolera (2007)
- La Vucciria (2008)
- Un inverno italiano. Cronache con rabbia 2008-2009 (2009)
- Un onorevole siciliano. Le interpellanze parlamentari di Leonardo Sciascia (2009)
- Di testa nostra. Cronache con rabbia 2009-2010 (2010)
- Un'amicizia. Angelo Canevari (2012)
- Come la penso (2013)
- Segnali di fumo (2014)
- Il quadro delle meraviglie. Scritti per teatro, radio, musica, cinema (2015)
- Ora dimmi di te. Lettera a Matilda (2018

## Филмография

### Режисьор
- Lazarillo (1968)
- La carretta dei comici (1970)
- Re Cervo (1970)
- Finale di partita (1970)
- Io, Caterina (1972)
- Francesca Da Rimini (1980)
- L'indizio (cinque inchieste per un commissario) (1982)
- La cicaliera (1982), di Gilbert Léautier

### Сценарист
- Lazarillo (1968)
- La mano sugli occhi (1979)
- Western di cose nostre (1984)
- Un siciliano in Sicilia (1987)
- Il commissario Montalbano (1999 – ), Rai 2 (сезони 1-3), Rai 1 (сезон 4+), Rai HD (сезони 9-10)
- Crimini (2006), Rai 2, еп. 1x01 Troppi equivoci
- La scomparsa di Patò (2012)
- Il giovane Montalbano (2012 – 2015), Rai 1
- La stagione della caccia - C'era una volta Vigata (2018) реж. Роан Джонсън
- La concessione del telefono - C'era una volta Vigata (2020), реж. Роан Джонсън

### Тема
- La strategia della maschera (1998)
- Il commissario Montalbano (1999 – ), Rai 2 (st. 1-3), Rai 1 (st. 4+), Rai HD (st. 9-10)
- Crimini (2006), Rai 2, еп. 1x01 Troppi equivoci
- La scomparsa di Patò (2012)
- Il giovane Montalbano (2012 – 2015), Rai 1
- La mossa del cavallo - C'era una volta Vigata (2018), Rai 1
- La stagione della caccia - C'era una volta Vigata (2019), Rai 1
- La concessione del telefono - C'era una volta Vigata (2020), реж. Роан Джонсън

## Награди и признания
- 1997: Литературна награда „Кианти“ (с романа „Теракотеното куче“).[56]
- 1998: Награда на читателите на Лука (с романа „Гласът на цигулката“)
- 15 октомври 2002: Почетна диплома по Чужди езици и литература от Университет IULM (Милано)
- 20 януари 2003: Литературна награда „Рикалмаре Леонардо Шаша“ за цялостно литературно творчество[57]
- 23 януари 2003: Велик носител Орден за заслуги пред Италианската република[58]
- 2003: Награда „Виторио де Сика“ в раздел „Култура“.[59]
- 26 май 2005: Почетна диплома по „Комуникационни системи и проекти“ от Университета в Пиза
- 3 май 2007: Почетна диплома по „Приложна психология“ от Университета в Акуила
- 12 ноември 2007: Почетна диплома по „Модерна филология“ от Университет „Габриеле д'Анунцио“ (Киети)
- 2008: Международната награда за ноар роман (с романа мистерия на испански La muerte de Amalia Sacerdote)[60]
- 2009: Литературна награда „Чезаре Павезе“ (с романа „Танцът на чайката“)
- 2009: Златна алебарда за литература, наградата „Град Триест“
- 2010: Литературна награда „Пиеро Киара“ за цялостно творчество[61]
- 2011: Награда на Фондация „Кампиело“
- 5 декември 2011: Почетна диплома от Университетски колеж (Дъблин)
- 16 март 2012: Доктор по Европейска история от Римски университет „Сапиенца“
- 15 ноември 2012: Почетна диплома по „Езици за преподаване, публикуване, бизнес“ от Урбинския университет „Карло Бо“
- 10 май 2013: Почетна диплома по „Съвременни европейски и американски езици и литератури“ от Университета в Каляри
- 30 октомври 2013: Доктор по хуманитарни науки от Американския университет в Рим
- 2014: в Барселона 9-ата награда на името на Пепе Карвальо – главният герой на детективските истории на испанския писател Мануел Васкес Монталбан, от чието фамилно име Камилери е взел това на своя комисар.[62]
- 26 септември 2014: Почетен гражданин на Санта Фиора
- 2015: „Златен грифон“ на град Генуа[63]
- 4 февруари 2016: Почетен гражданин на Агридженто
- 2017: Астероид 204816 Andreacamilleri[64][65]
- април 2018: Заслужил професор (Professor Emeritus Honoris Causa) на Римския университет „Тор Вергата“[66]

### Други
В албума SCOTCH на Даниеле Силвестри, който се гордее със сътрудничеството на много певци, присъства и Камилери, който се появява за първи път на диск, точно на край на песента Lo scotch, където разказва история, случила се по време на пътуване с влак.
От 2013 г. в периодичното издание Topolino („Мики Маус“) са публикувани две комични истории с участието на Топалбано (пародия на комисар Монталбано), нарисувани от Джорджо Кавацано и написани от Франческо Артибани, със съветите на самия Камилери.
Аржентинският писател Карлос Салем отдаде почит на своя сицилиански колега, като нарича Андрес Камилер герой в романа си Nuda è la morte.
През 2014 г. по Rai 1 е излъчен документален филм за живота на писателя, озаглавен Andrea Camilleri - Il maestro senza rregole („Андреа Камилери – майсторът без правила“).